# Impasse Pixérécourt
Pour les articles homonymes, voir Pixerécourt.
L'impasse Pixérécourt est une voie située dans le quartier de Belleville du 20e arrondissement de Paris.

## Situation et accès
L'impasse Pixérécourt est desservie à proximité par la ligne 11 à la station Télégraphe.

## Origine du nom
Elle porte le nom de l'auteur dramatique français des XVIIIe et XIXe siècles, René-Charles Guilbert de Pixerécourt (1773-1844), en raison de sa proximité avec la rue éponyme.

## Historique
Cette voie, située sur la commune de Belleville, existe déjà au début du XIXe siècle. C'est alors un chemin tortueux serpentant dans les champs. 
Au moment du rattachement de Belleville à Paris en 1859, l'impasse a conservé son caractère rural.
Ancienne « impasse de Calais », cette voie prend sa dénomination actuelle par un décret du 10 février 1875, conjointement au renommage de la rue de Calais en rue Pixérécourt). 
En 1912, la partie de l'impasse située entre la rue Pixérécourt et la rue Charles-Friedel est absorbée par cette dernière. 
La partie située au nord a également disparu.